# Botrucnidifer shtokmani
Botrucnidifer shtokmani is een Cerianthariasoort uit de familie van de Botrucnidiferidae. De wetenschappelijke naam van de soort is voor het eerst geldig gepubliceerd in 2001 door Molodtsova.